# Palácio Duque de Caxias
Palácio Duque de Caxias (PDC) é o prédio em que se encontra o Quartel-General do Comando Militar do Leste (CML), que é um dos Comandos Militares de Área do Brasil,  responsável pela 1ª Região Militar e a 1ª Divisão de Exército, com sede no Rio de Janeiro (RJ) e pela 4ª Região Militar, sediada em Belo Horizonte (MG). O edifício sediou as atividades do Ministério da Guerra no tempo em que o Rio de Janeiro era a capital do Brasil (até 1960).

## Histórico

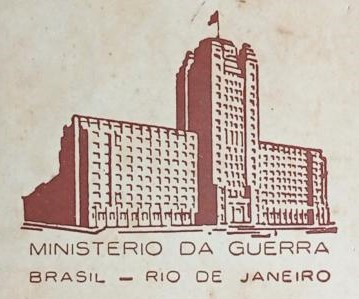
Logo do Palácio Duque de Caxias nos 1940s.

O prédio foi erguido na mesma área ocupada pelo antigo Quartel General da Praça da República, construído no século XIX,  como sede do antigo Ministério da Guerra. Foi projetado por Christiano Stockler das Neves e José Ferreira Louro, foi inaugurado em 1941, quando foi aberta a Avenida Presidente Vargas, sendo de concreto armado, destacando-se na paisagem do local. Em 1953 foi inaugurado, em frente a este prédio, o Panteão Duque de Caxias, com uma estátua equestre do Patrono do Exército.
O prédio é bem do patrimônio cultural tombado pelo INEPAC.